# Chula Vista
Chula Vista é uma cidade localizada no estado norte-americano da Califórnia, no Condado de San Diego, cuja maior parte da população é formada de imigrantes mexicanos. Foi incorporada em 28 de novembro de 1911. Está localizada na região metropolitana de San Diego.
A cidade também tem várias atrações turísticas como o Anfiteatro Cricket Wireless e, principalmente, o Knott's Soak Park, um parque aquático muito visitado por turistas de todo o mundo.

## Geografia
De acordo com o United States Census Bureau, a cidade tem uma área de 134,9 km², onde 128,5 km² estão cobertos por terra e 6,4 km² por água.

## Demografia
Segundo o censo nacional de 2010, a sua população é de 243 916 habitantes e sua densidade populacional é de 1 897,57 hab/km². Possui 79 416 residências, que resulta em uma densidade de 617,83 residências/km².